# 明日香皇女
明日香皇女（？－700年，即卒於文武天皇元年農曆四月初四），又稱飛鳥皇女、飛鳥內親王。她是天智天皇之女，忍壁皇子之妻。母親是阿倍內麻呂之女、嬪阿倍橘娘，同母妹是新田部皇女。
692年（持統天皇6年8月17日），持統天皇駕幸明日香皇女的田莊。694年（持統天皇8年），持統天皇為祈求明日香皇女病愈，下令讓108人出家為僧。
700年（文武天皇4年）4月4日逝世，文武天皇遣使弔唁。詩人柿本人麻呂創作了輓歌，內容是根據忍壁皇子與明日香皇女之間融洽的夫婦關係而寫的。
明日香皇女獲得持統天皇駕幸田莊，並為祈求她病愈下令過百人出家，以明日香皇女的母親是豪族之女的身份而言，她是得到了異常的禮遇。